# Diospyros calciphila
Diospyros calciphila är en tvåhjärtbladig växtart som beskrevs av Frank White. Diospyros calciphila ingår i släktet Diospyros och familjen Ebenaceae. Inga underarter finns listade i Catalogue of Life.